# Yelena Ósipova (activista)

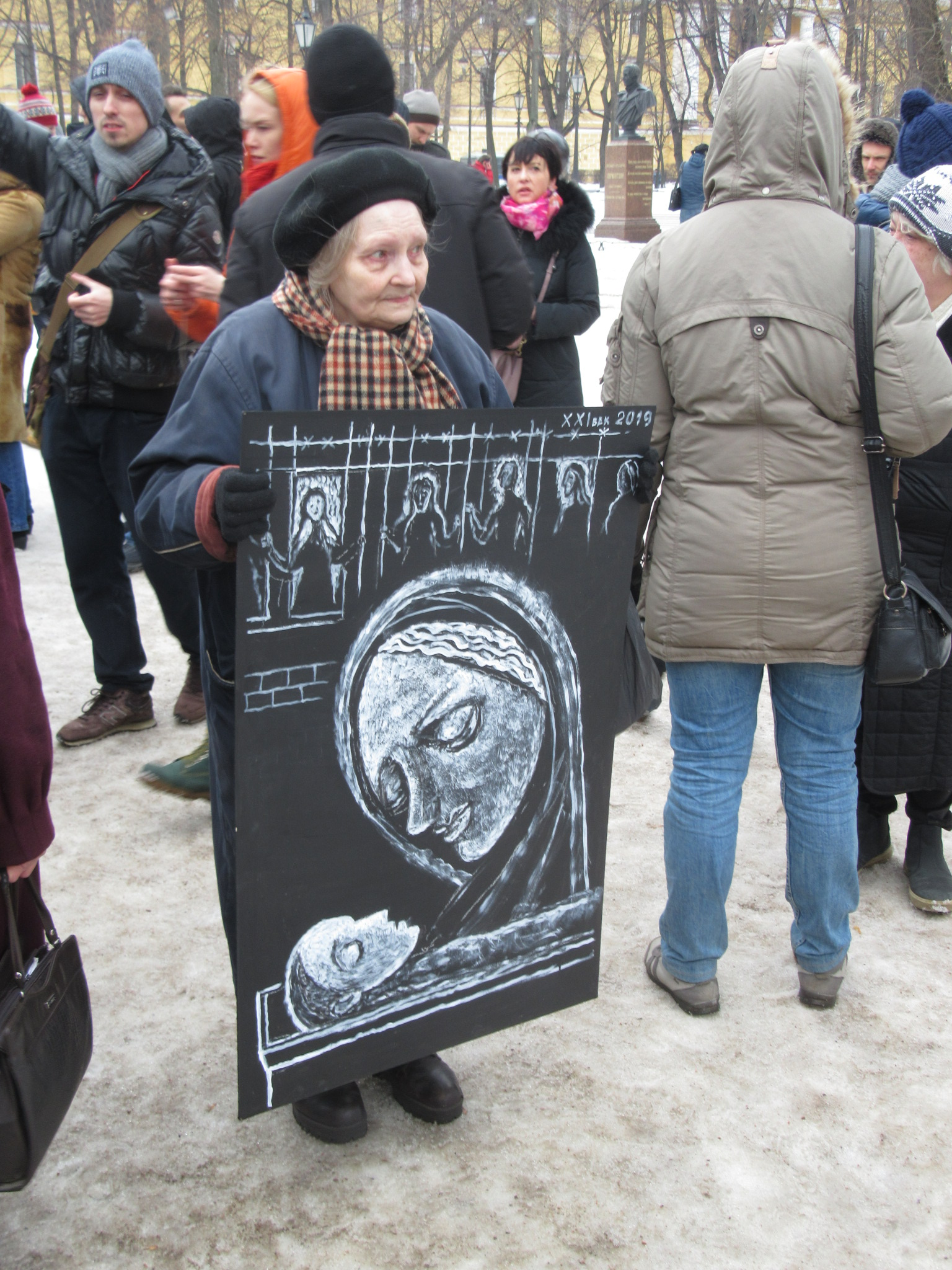
Osipova en 2019 en San Petersburgo con una pancarta

Yelena Andreievna Osipova (en ruso: Елена Андреевна Осипова) (1945 en San Petersburgo, Leningrado) es una artista y activista rusa.

## Biografía y activismo

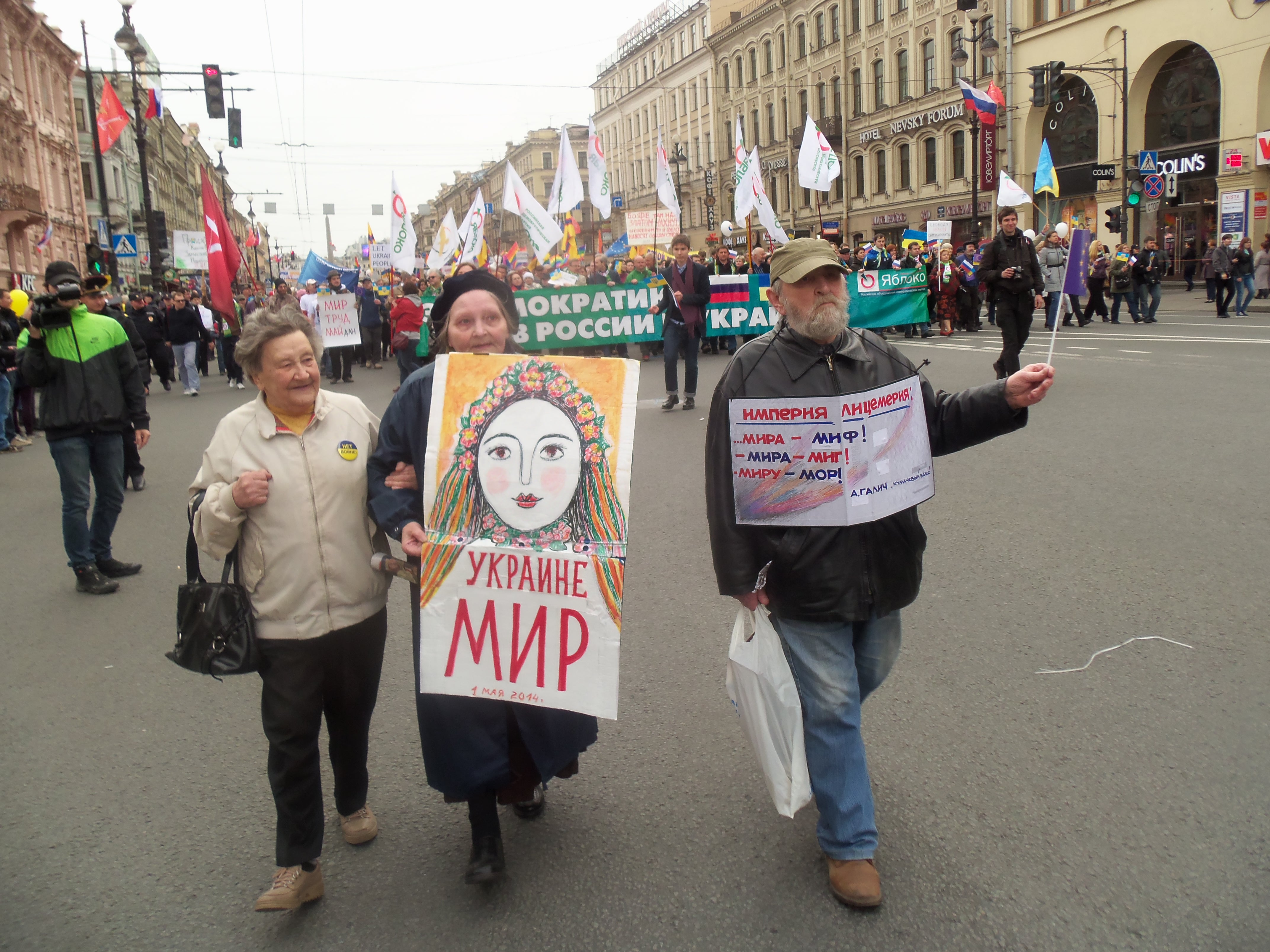
Marcha democrática antiguerra en San Petersburgo, 1 de mayo del 2014.

A pesar de que algunos medios se refieren a ella como una de las supervivientes del sitio de Leningrado, ella nació un año después, aunque sus padres sí sobrevivieron en detrimento del resto de su familia.
Es conocida por su participación en manifestaciones contra las autoridades rusas, en las cuales se presenta con pancartas diseñadas con un estilo artístico fluido y caricaturesco en las que critica la violencia ejercida por el estado. Una de sus exhibiciones fue descrita como "un sótano acogedor con imágenes incómodas" en las que aparece un póster en el que muestra a una madre con un infante muerto cuyo trasfondo fue el de un chico tayiko que falleció en San Petersburgo tras haber sido despojado de las manos de su madre. También ha hecho trabajos relacionados con la masacre de la escuela de Beslán.
El 2 de marzo de 2022 fue arrestada junto con otros manifestantes en su ciudad natal por manifestarse contra la invasión rusa de Ucrania. La activista aparecía con una pancarta que rezaba: "Hijo, no vayas a esta guerra! Soldado, depón tus armas y serás un héroe de verdad". La grabación de su detención fue compartida por las redes sociales volviéndose viral.